# Compensazione (diritto)
Nell'ordinamento giuridico italiano, la compensazione è un modo di estinzione delle obbligazioni diverso dall'adempimento, disciplinato dal codice civile italiano agli articoli 1241-1252.

## Storia
Quello della compensazione legale è un fenomeno sconosciuto al diritto romano, almeno sino a Giustiniano. A ogni obligatio corrispondeva un'azione tipica e le strutture del processo non permettevano che si mescolassero questioni attinenti ad actiones diverse. Ragioni di ordine pratica ammisero la compensazione giudiziale fin da età repubblicana.
La deroga riguardò le obbligazioni perseguibili con iudicia bonae fidei, nelle quali non pareva conforme a buona fede chiedere l'adempimento di una prestazione se non si era a sua volta adempiuto la propria. Ecco così che si fece rientrare tra i poteri del giudice la facoltà di tenere conto dei controcrediti del convenuto sì da procedere a compensazione. Crediti e debiti si sarebbero perciò estinti nella misura in cui concorrevano ope iudicis. Non occorreva che i crediti fossero omogenei, dato che tanto la condanna nel processo formulare era sempre pecuniaria.
Altra deroga riguardò gli argentarii, i banchieri, i quali, se al contempo creditori e debitori dei propri clienti, avrebbero dovuto calcolare preliminarmente il saldo. Il credito si estingueva poi in giudizio come nel caso precedente. Tuttavia i crediti potevano essere soltanto omogenei, benché non derivanti ex eadem causa.
Nel caso del bonorum emptor, egli avrebbe potuto agire cum deductione contro i debitori del fallito se costoro fossero stati a loro volta creditori dello stesso. al giudice toccava verificare e procedere all'operazione contabile così come esplicitata nella condemnatio.
Nel diritto classico si ammise che il convenuto opponesse in compensazione nei giudizi di stretto diritto un'exceptio doli per far presenti i propri controcrediti alle pretese creditore dell'attore. Nel diritto giustinaneo il ricorso alla compensazione si generalizzò.

## Nozione
Ai sensi dell'art. 1241 si ha compensazione quando due persone sono obbligate l'una verso l'altra, in tal caso i rispettivi debiti si estinguono per le quantità corrispondenti.
La compensazione, estinguendo due precedenti accordi, non ha come funzione principale la "economia di atti", bensì è atto di autotutela a garanzia della parte che ritenga possibile una eventuale inadempienza dall'altra.
Nel caso in cui una delle parti eccepisca la compensazione è necessaria per tutti e tre i casi (legale, giudiziaria, volontaria) ricorrere al giudice o a un arbitro.
Le tipologie di compensazione previste dal codice civile sono le seguenti tre:
- Compensazione legale: si verifica tra due debiti aventi per oggetto una somma di denaro o altra quantità di cose fungibili della stessa specie (crediti quindi omogenei in senso giuridico) (ad esempio Tizio deve a Caio 10 chili di grano, mentre Caio deve 20 chili, sempre di grano, a Tizio. Tizio, anziché adempiere, compensa senza dare i 10 chili, rimanendo creditore di 10 da parte di Caio o ricevendo i restanti 10 chili da Caio.), che siano crediti liquidi (vale a dire determinati nel loro ammontare), ed esigibili (non siano cioè soggetti a termine o condizione). La compensazione opera dal momento della coesistenza dei due crediti.
- Compensazione giudiziaria: si verifica tra due debiti aventi per oggetto una somma di denaro o altra quantità di cose fungibili della stessa specie, che tuttavia, a differenza del caso precedente, siano esigibili ma non entrambi liquidi purché il credito non liquido sia di pronta e facile liquidazione. In tal caso la compensazione non opera automaticamente dal momento della coesistenza dei crediti, ma deve essere disposta dal giudice con sentenza costitutiva.
- Compensazione volontaria: prevista dall'art. 1252, questo tipo di compensazione si fonda su un accordo tra le parti, e può operare in assenza dei requisiti previsti dalle ipotesi precedenti. La compensazione volontaria, ai sensi dell’art. 1252 c.c. e come confermato anche da autorevoli giuristi e da massimi organi istituzionali, può avvenire anche fra più parti. Il 2° comma dell’articolo 1252 c.c. sancisce che le parti abbiano la possibilità di concordare anche in maniera preventiva le condizioni della compensazione volontaria, con una regolare operazione in cui viene stabilita la compensazione dei loro futuri crediti e debiti. Nel momento in cui si verificano le condizioni di debito e credito predeterminate, è possibile effettuare una compensazione volontaria multilaterale.
- Esiste, inoltre, la c.d. compensazione impropria (o a tecnica) di creazione giurisprudenziale (non disciplinata dal codice civile). Essa si risolve in un mero accertamento contabile del saldo finale di contrapposte partite di dare e avere, come tale sottratto all’applicazione della disciplina predisposta per la compensazione “vera e propria” (in dottrina, sulla differenza tra gli istituti, v. Daniele Iarussi)[1]. Il principale, anche se non esclusivo, ambito di applicazione di questa teoria è costituito dal rapporto di lavoro, non soltanto subordinato ma anche parasubordinato nonché autonomo[2].